# Victoria Park (Hartlepool)
Victoria Park is het thuisstadion van de Engelse voetbalclub Hartlepool United, die sinds het seizoen 2023/24 uitkomt in de National League. Om sponsorredenen wordt het stadion sinds 2024 The Prestige Group Stadium. Het stadion ligt in de plaats Hartlepool en beschikt over 7.833 plaatsen, waarvan 4.402 zitplaatsen. Het werd geopend in 1886 en is sinds 1908 de thuishaven van Hartlepool United.
Victoria Park beschikt over de volgende tribunes:
| Naam                            | Zitplaatsen | Staanplaatsen | Capaciteit |
| ------------------------------- | ----------- | ------------- | ---------- |
| Cyril Knowles Stand             | 1.775       |               | 1.775      |
| Town End                        |             | 1.599         | 1.599      |
| Acland Homes Neale Cooper Stand | 1.592       | 1.832         | 3.424      |
| Rink End                        | 1.035       |               | 1.035      |
| Totaal                          | 4.402       | 3.431         | 7.833      |